# 勤州
勤州，中国唐朝时设置的州。
武德四年（621年）置勤州，武德九年（626年）废。武周万岁通天二年（697年）又置。长安中又废。开元十八年（730年）复置，治所在富林县（今广东省云浮市西南），下辖富林县、铜陵县。天宝、至德曾改为云浮郡。乾元元年（758年）移治铜陵县（今广东省阳春市东北）。辖境相当今广东省云浮市南部及阳春市北部地。北宋开宝五年（972年）废。
勤州刺史
- 李敬玄（唐太宗、高宗之际）
- 李贶（872年）